# Río Molina
Río Molina är ett vattendrag i Chile.   Det ligger i regionen Región Metropolitana de Santiago, i den södra delen av landet, 25 km öster om huvudstaden Santiago de Chile.
Omgivningen kring Río Molina är i huvudsak ett öppet busklandskap. Området är mycket glesbefolkat, med 2 invånare per kvadratkilometer.